# Stade Alassane-Ouattara
Le stade Alassane-Ouattara, surnommé « stade olympique d'Ébimpé », est un stade polyvalent, pouvant accueillir les compétitions de football, rugby et athlétisme, à Ébimpé et Anyama, au nord d'Abidjan en Côte d'Ivoire. C’est le stade de l'équipe nationale de football de Côte d'Ivoire.

## Description
Le stade a une capacité de 60 012 places, et est construit par le Beijing Institute Architectural Design (zh). Alors que le stade couvre 20 hectares, un vaste village olympique est prévu autour de 287 hectares.

## Histoire
Le 22 décembre 2016, le Premier ministre Daniel Kablan Duncan inaugure le lancement des travaux, avec la présence d'une délégation venant de Chine. Les travaux devaient être terminés en octobre 2019, mais le stade n'est finalement ouvert qu'un an plus tard.
En novembre 2021, le stade doit fermer pour changer intégralement la pelouse qui pose des problèmes sérieux, notamment des risques de blessures pour les joueurs. Ainsi, les matchs contre le Malawi et le Mozambique se jouent à Cotonou, sur terrain neutre, en raison d'une impossibilité de disputer les dernières rencontres de l'année 2021 au stade Ébimpé.
En décembre 2021, le ministre des Sports de la Côte d'Ivoire Claude Paulin Danho valide un budget de 20 milliards de francs CFA alloué à la rénovation du stade, afin de pouvoir recevoir l'homologation pour arbitrer des rencontres internationales, le pays accueillant la CAN 2023.
Le 12 septembre 2023, les Élephants de Côte d'Ivoire affrontent l'équipe du Mali au stade d'Ébimpé lors d'un match amical. La rencontre est interrompue car le terrain est impraticable, la pelouse étant inondée. Ce fiasco se déroulant quelque mois avant le début de la CAN et dans un stade portant le nom du président en exercice, est moqué mais aussi soulève des inquiétudes sur le continent quant à l'organisation de la CAN. La directrice générale de l'Office national des sports, Mariam Koné Yoda est démise de ses fonctions. Le ministre des Sports Claude Paulin Danho n'est pas reconduit dans le nouveau gouvernement formé le 16 octobre 2023 et cette disgrâce est perçue comme une conséquence du fiasco du stade.
Après la CAN 2023, le stade est peu utilisé. Des projets d'exploitation sont évoqués comme la construction d'une cité olympique à proximité ou l'utilisation du stade par des équipes africaines sans stade national homologué.

## Événements
Le stade est inauguré le 3 octobre 2020, en présence du président Alassane Ouattara, des membres du gouvernement ivoirien et de l'ambassadeur de Chine en Côte d'Ivoire. Il y eut un match de gala entre l'Asec Mimosas et l'Africa Sports d'Abidjan, les deux plus grands clubs du championnat ivoirien. Le stade est également baptisé Stade olympique Alassane Ouattara, du nom de l'actuel président de la République,.
Le stade accueille la cérémonie d'ouverture et plusieurs rencontres de la Coupe d'Afrique des nations de football 2023, dont la finale,.